# Bandenkrieg (Film)
Bandenkrieg (Originaltitel In the Line of Duty: Street War) ist ein US-amerikanischer Actionthriller des Regisseurs Dick Lowry aus dem Jahr 1992. Das Drehbuch wurde von dem Artikel „Living Large“ von Mark Kriegel inspiriert, der wahre Ereignisse beschreibt.

## Handlung
Die New Yorker Cops Robert Dayton und Raymond Williamson sind befreundet. Der Drogenhändler Justice Butler tötet Williamson bei einem Streifengang in einem Hochhaus. Dayton wird nicht mit dem Mordfall betraut, weil er in Augen seiner Vorgesetzten gefühlsmäßig zu involviert ist. Er will den Tod seines Freundes rächen und sucht Butler auf eigene Faust.

## Kritiken
„Spannende Verfilmung eines authentischen Falles aus den FBI-Akten.“

„Gelungener Krimi.“

## Einzelbelege
1. ↑  StarTV